# Eric Schwartz
Eric Schwartz (* 5. November 1976 in Plainfield/New Jersey) ist ein US-amerikanischer Komponist, Pianist und Musikpädagoge.

## Leben
Schwartz studierte Komposition bei Margaret Brouwer und Donald Erb am Cleveland Institute of Music (bis 1999) und bei Marc Consoli und Justin Dello Joio an der New York University (bis 2002), außerdem bei Sydney F. Hodkinson und George Tsontakis beim Aspen Music Festival 1998. Er unterrichtete am Hunter College, der Lucy Moses Music School und seit 2002 an der New York University und ist Mitbegründer (2002), künstlerischer Leiter und Composer in Residence des Ensembles für neue Musik Forecast Music. Seine Debür-CD 24 Ways of Looking at a Piano kam 2005 auf die Topliste der Klassik-CDs bei All Music Guide. Sein zweites Soloalbum OYOU erschien 2011.
Für seine Kompositionen erhielt Schwartz Preise von Meet the Composer, der ASCAP, der Society for New Music, der Puffin Foundation, der Cleveland Chamber Symphony und der Ohio Federation of College Music Clubs. Seine Werke wurden u. a. in New York (Knitting Factory, Merkin Concert Hall), Bukarest und Thunder Bay (Ontario) aufgeführt.

## Werke
- Clouds and Warfare für Altsaxophon, 1994
- String Quartet No. 1, 1994–95
- Cathedral für Horn, zwei Trompeten, Posaune und Tuba, 1995
- Minimalist Funk Study No. 1 für zwei Violinen, Viola und zwei Celli, 1995, 1997
- A Taoist Meditation für Klarinette, Cello und Viola, 1996
- Emerald für Streichorchester, 1996, string orchestra, 1996;
- Three Songs from James Joyce's "Chamber Music" für Sopran und Klavier, 1996
- Brouhaha! für Orchester, 1997
- Serenade für Gitarre, Violine, Kontrabass, Klavier und Perkussion, 1997
- Three Images für Klavier, 1997
- Piano Trio, 1998
- Of or Pertaining... für kleines Orchester, 1998
- The Witching Hour für Orchester, 1998
- Furthur für Viola und Klavier, 1999
- The Mental Travler für Tenor, Oboe, Harfe, Cello und Perkussion (Text von William Blake), 1999
- The Spirits of the Dead – A Gothic Monodrama für Bariton und Klavier (Text von Edgar Allan Poe), 2000
- American Pumpkin für Klarinette, Violine und Klavier, 2000
- Platypus Feet für Horn, zwei Trompeten, Posaune und Tuba, 2000
- Simply the Cats Pajamas für verstärktes Cello und Klavier, 2001
- Snap, Crackle für Flöte, Cello und Klavier, 2001
- The Philostopher Speaks für Flöte, Klarinette, Horn, Streichquartett, Kontrabass und Klavier, 2001
- Rock Star für Klarinette, 2001
- Zymurgy für elektrische Gitarre, 2001
- Diabolus in Musica für Flöte, Klarinette, Violine, Cello und Perkussion, 2002
- Post für Klarinette, Klavier und Perkussion, 2002
- Dos Leches Para el Hombre für zwei elektrische Gitarren, 2002
- We the People für Klavier und Perkussion, 2002
- When old corruption first begun für hohe Stimme und Klavier (Text von William Blake), 2002
- The Sixth Toe für Klavier, 2002
- Macabre für drei Perkussionisten, 2003
- Symbiotic für Horn und Perkussion, 2003
- The Haunted Palace für Sprecher und Gitarre (Text von Edgar Allan Poe), 2003